# ツール・ド・フランス1977
| 第64回 ツール・ド・フランス 1977 | 第64回 ツール・ド・フランス 1977           |
| -------------------------------- | ------------------------------------------ |
| 全行程                           | 22区間, 4091 km                            |
| 総合優勝                         | ベルナール・テブネ 115時間38分30秒         |
| 2位                              | ハニー・クイパー +48秒                     |
| 3位                              | ルシアン・バンインプ +3分32秒              |
| 4位                              | フランシスコ・ガルドス +7分45秒            |
| 5位                              | ディートリッヒ・チューラオ +12分24秒       |
| ポイント賞                       | ジャック・エスクラッサン 236ポイント       |
| 2位                              | ジャチント・サンタンブロージオ 140ポイント |
| 3位                              | ディートリッヒ・チューラオ 137ポイント     |
| 山岳賞                           | ルシアン・バンインプ 244ポイント           |
| 2位                              | ハニー・クイパー 174ポイント               |
| 3位                              | ペドロ・トレス 144ポイント                 |
| 新人賞                           | ディートリッヒ・テュラウ 115時間50分54秒   |
| チーム優勝                       | TIラレー                                   |

ツール・ド・フランス1977は、ツール・ド・フランスとしては64回目の大会。1977年6月30日から7月24日まで、全22ステージで行われた。

## みどころ
昨年、チームが出場できなかったことから、自身の出場も阻まれたエディ・メルクスがフィアットに移籍して2年ぶりにツールに戻ってきた。しかし、これがメルクスにとって最後のツール出場となった。
注目はメルクスの走りではあるものの、優勝争いとなると、ルシアン・バンインプ、ベルナール・テブネ、ヨープ・ズートメルク、ジョアキン・アゴスティーニョらが挙げられ、今大会もまた、混戦必至の情勢となった。

## 今大会の概要
今大会は、ディートリッヒ・テュラウが大活躍。第1ステージからマイヨ・ジョーヌをキープ。また、メルクスも近走の不調ぶりを払拭させるような走りを見せた。また、今大会は難度の高い山岳ステージが比較的少なく、近年のツール・ド・フランスにしては珍しく、中盤までほとんど順位に変動がない大会となった。
第14ステージを終えて、マイヨはチューラオ。2位に51秒差でメルクス、3位に1分22秒差でテブネ、4位に1分40秒差でハニー・クイパーがつけ、バンインプが2分15秒差の6位、ズートメルクが3分40秒差の10位にそれぞれつけていたが、いずれもこのタイム差であればまだまだどの選手にも優勝のチャンスがある様相。
変化があったのは第15ステージの後半。区間3位に入ったズートメルクがドーピングにひっかかり、区間順位を取り消された。総合タイムについては、完走した際の所要時間に10分加算の罰則が課せられた。上位陣のタイム差が僅少である今大会においてこのペナルティは実に大きく、事実上、ズートメルクはここで脱落したも同然となった。
このステージにおいて、テブネがわずかにチューラオを抑えてマイヨを奪うが、チューラオとの差はわずかに11秒。しかも3位メルクスが25秒差、区間優勝を果たした総合4位のバンインプが33秒差、クイパーが49秒差で続くという、この時点においてもまだまだ大混戦状態が続いていた。
第17ステージのラルプ・デュエズで波乱が起こる。バンインプが伴奏車と接触し転倒するアクシデント。何とか区間2分6秒差の3位、総合でも1分58秒差の3位で続いたが、ひょっとすると、転倒がなければこの区間を制していたかもしれず、さらにマイヨの奪回も可能だったかもしれなかった。クイパーがこの区間を制したが、テブネも41秒差で続いて区間2位に入り、この時点でマイヨのテブネと2位のクイパーとのタイム差はわずか8秒。
一方、ここまで健闘してきたチューラオ、メルクスはいずれも12分以上の差をこのステージでつけられてしまい、ここで2人は大きく後退した。メルクスにとって、最初で最後のラルプ・デュエズだったが、さすがに全盛期の頃のようにはいかなかったようだ。
第18ステージは総合順位に変動はなかったが、区間1位のアゴスティーニョ、2位のメンデスがいずれもドーピングにひっかかり、それぞれ区間順位を剥奪された。結局2人もズートメルクと同様に10分のペナルティが最後に加算されることになった。
第20ステージの個人タイムトライアル。ここでテブネがクイパーに28秒、バンインプに1分24秒差をつけて区間制覇。クイパーとの差を36秒差にまで広げたが、実は今大会は最終ステージ前半にも6Kmの個人タイムトライアルが設けられており、本当の決着はここまで持ち越しとなった。
最終ステージ前半。今大会大健闘したチューラオが制したが、テブネがクイパーに12秒の差をつけ、ついにマイヨ・ジョーヌ争いに決着がついた。テブネは2度目の総合優勝を果たした。
総合1、2位のタイム差はわずか48秒。史上2番目の僅少タイム差であった。

## 総合成績
| 順位 | 選手名                   | 国籍     | チーム | 時間         |
| ---- | ------------------------ | -------- | ------ | ------------ |
| 1    | ベルナール・テブネ       | フランス |        | 115h 38' 30" |
| 2    | ハニー・クイパー         | オランダ |        | 48"          |
| 3    | ルシアン・バンインプ     | ベルギー |        | 3' 32"       |
| 4    | フランシスコ・ガルドス   | スペイン |        | 7' 45"       |
| 5    | ディートリッヒ・テュラウ | ドイツ   |        | 12' 24"      |
| 6    | エディ・メルクス         | ベルギー |        | 12' 38"      |
| 7    | ミシェル・ローラン       | フランス |        | 17' 42"      |
| 8    | ヨープ・ズートメルク     | オランダ |        | 19' 22"      |
| 9    | レイモン・デリル         | フランス |        | 21' 32"      |
| 10   | アラン・メレ             | フランス |        | 27' 31"      |

### マイヨ・ジョーヌ保持者
| 選手名                   | 国籍     | 首位区間           |
| ------------------------ | -------- | ------------------ |
| ディートリッヒ・テュラウ | 西ドイツ | プロローグ-第15(a) |
| ベルナール・テブネ       | ベルギー | 第15(b)-最終       |